# Skygger - når fortiden styrer nutiden
Skygger - når fortiden styrer nutiden er en dansk dokumentarfilm fra 2017 instrueret af Anne Gyrithe Bonne.

## Handling
Filmen har det kontroversielle udgangspunkt, at det er skyggerne fra Holocaust, der ligger som en forhindring for freden i Israel. Den giver et sjældent psykologisk indblik i en udvikling, hvor mennesker, der alle kæmper for freden, bliver fastholdt af skyggerne, mens demokratiet langsomt afvikles omkring dem. Anne Gyrithe Bonne har gennem et par turbulente år med krig fulgt fire prominente Israelske jøder, alle mønsterbrydere som stiller spørgsmålet om det er traumerne, der er blevet Israels nationale strategi.